# Smagsdommerne
Smagsdommerne var et kulturprogram, der sendes på tvkanalen DR K hver tirsdag  klokken 21. 
Programmets vært har været Adrian Lloyd Hughes og Alberte Clement Meldal, og værten er den eneste faste smagsdommer i programmet. De tre øvrigt medvirkende smagsdommere skiftes ugentligt ud.

## Programmets indhold
Programmets smagsdommere, som altid er markante danske kulturpersonligheder, behandler aktuelle emner inden for kunst og kultur: litteratur, teater, musik m.m.
Hver smagsdommer inviteres af programmets redaktion ud for at opleve forskellige kulturelle begivenheder for derefter at fortælle om deres oplevelser og mening og begivenhed i tv-programmet. Ofte fører det til stor uenighed og diskussion mellem dommerne.
Programmet sluttes ofte af med, at hver af dommerne skal vælge hvilken en af de debatterede begivenheder, bøger, cd'er eller lignende, de vil anbefale seerne at opsøge. 

## Dommerne
Programmets dommere er som omtalt markante danske kulturpersonligheder. Til eksempel kan nævnes:
- Ivar Gjørup (1945-) Tegneserietegner
- Johan Olsen (1969-) Forsanger i det danske band Magtens Korridorer
- Lasse Rimmer (1972-) Stand-upkomiker, radiovært m.m.
- Peter Lund Madsen (1960-) Læge, hjerneforsker
- Sørine Gotfredsen Journalist, forfatter, teolog [2]
- Katrine Gislinge Koncertpianist
- Jon Stephensen Teaterdirektør

## Parodier
I sketchshowet Tak for i aften med de to standupkomikere Rune Klan og Mick Øgendahl bliver Smagsdommerne parodieres i en række af små sketcher. Programmet kaldes her Spasdommerne og byder bl.a. på den fiktive dommer Roberto Fuck Larsen.
Også radiokanalen P3s program De Sorte Spejdere har omtalt Smagsdommerne. Bl.a. kan det nævnes at Adrian Hughes ofte let ironisk omtales som "DR2s kulturkonge".  Særlig omtale fik programmet efter at Peter Lund Madsen havde medvirket. Peter Lund Madsen er storebror til radioprogrammets ene vært Anders Lund Madsen, og lillebror var ganske utilfreds med, at det ikke var ham, der var blevet inviteret til at gæste programmet. Denne bevidst barnlige misundelse førte til, at Smagsdommerne d. 13. marts 2008 bl.a. omhandlede De sorte Spejdere, som en form for humoristisk svar på tiltale.

## Kritik
Kritikken af Smagsdommerne er gået i to retninger: nogle har fundet programmet for højpandet og intellektuelt, mens andre har fundet det useriøst og har kaldt det tom underholdning. 
En anden tilbagevende kritik er, at dommerne ofte gør sig klog på emner, de ikke har forstand på. Anders Lund Madsens omtalte satiriske omtale af broderens medvirken i programmet, kan ses som en kommentar til det.